# Pachacama (La Calera)
Pachacama es una localidad de La Calera, dentro de la Región de Valparaíso, esta a 7,6 km de La Calera y a 4,4 km de Hijuelas (Ciudad más cercana), además, está ubicada cerca de la cuenca del Río Aconcagua y conectada por la Ruta F-300. Su historia y cultura es compartida con el poblado de Pachacamita, siendo ambas de origen quechua, mientras, que el nombre de la localidad deriva de Pachacamac. Cuenta con una población según el Instituto Nacional de Estadísticas de 328 habitantes.

## Historia y Cultura
Pachacama fue un poblado fundado por gente quechua entre el dominio Incaico, donde su príncipe (Pachacamac) huyó junto a su gente del Perú adentrándose en Las Palmas de Ocoa, (Actual Ocoa y Rabuco), tomando el poder de los sectores cercanos, entre ellos Pachacama y Pachacamita.

### Festividades
Las Festividades que se celebran en torno a Pachacama son en tributo a la leyenda de Pachacamac, donde son bendecidas y protegidas por la Virgen del Carmen cada 16 de julio.

## Geografía y ubicación
La geografía de Pachacama está compuesta por una zona agrícola, debido al clima templado presente en la zona y la posición sobre el Río Aconcagua, mientras, que el suelo del sector contiene una erosión leve.
Pachacama está ubicada a 3,6 km de Pachacamita, a 48,7 km de la Conurbación del Gran Valparaíso y a 85,3 km de Santiago de Chile.

## Administración
Pachacama, al igual que Artificio, Las Cabritas y Pachacamita son consideradas como distritos censales, y cuentan con autonomía en torno a sus comunidades respectivas, mientras, son administradas por la Municipalidad de La Calera.